# Диагита
Диагита или пасиока е изчезнал народ или група народи, населявал(и) южната част на Южна Америка. Културата Диагита процъфтява в периода VІІІ – ХVІ век на територията на съвременните аржентински провинции Салта, Катамарка, Ла Риоха и Тукуман, а също и на територията на съвременните чилийски провинции Атакама и Кокимбо.

## История
Племената диагита понякога образуват племенни съюзи, понякога воюват помежду си. Тяхната култура се отличава от съседните андски култури с отсъствието на кастова система, а също на злато и предмети на лукса.
Когато инките започват експанзия на юг през XV век, диагита оказват яростна съпротива. Инките успяват да ги покорят, но инкската експанзия се ограничава на юг до територията на съвременната провинция Кордоба. След пристигането на испанците диагита оказват съпротива и на испанската колонизация.

## Култура
Диагита е една от най-развитите предколумбови култури на територията на Аржентина. Те владеят развити строителни технологии, занимават се със скотовъдство – развъждане на лами) и земеделие — отглеждат царевица, тикви и фасул. Създават красива керамика, изпълнена в червени, черни и бели цветове. Живеят в малки поселища и не създават големи градове.
Диагита изпитват културно влияние от другите андски култури и най-вече от инките. Обожествявали Слънцето, гръмотевиците и мълниите.

## Език
Езикът или езиковата група какан, на който говорят племената диагита и калчаки, е изчезнал в края на ХVІІ — началото на ХVІІІ век. Предполага се, че езикът е документиран от йезуита Алонсо де Барсена, но неговият ръкопис е изгубен.